# Bo Mya
Bo Mya (Birmanisch: ဘိုမြ, [bò mya̰]; * 20. Januar 1927 als Htee Moo Kee im Distrikt Papun im heutigen Myanmar (Birma); † 24. Dezember 2006 in Mae Sot, Thailand) war ein Politiker in Myanmar, der aus dem Volk der Karen stammte.
Bo Mya war von 1976 bis 2000 Präsident der Karen National Union (KNU), danach Vizepräsident der KNU bis 2004. Im Zweiten Weltkrieg kämpfte Bo Mya zuerst auf Seiten der Japaner gegen die britische Kolonialverwaltung als Militärpolizist. Er wechselte aber bald die Fronten und kämpfte 1944 und 1945 auf britischer Seite in der Force 136.
Nach Gründung der KNU im Jahre 1947 und der Unabhängigkeit Birmas von Großbritannien 1948 gelang es Bo Mya schnell, in der Karen National Liberation Army (KNLA), dem militärischen Arm der KNU, Karriere zu machen. Von seinem Hauptquartier in Manerplaw am Saluen-Fluss aus galt er in den 1970er- und 1980er-Jahren als erfolgreicher Guerilla-Führer. Aber zu Beginn der 1990er-Jahre schien ihn sein Glück zu verlassen.
Die KNU verstrickte sich in interne Kämpfe. Karen buddhistischen Glaubens spalteten sich von der christlich dominierten KNU ab und gründeten ihre eigene Organisation, die Democratic Karen Buddhist Army (DKBA). Das war die größte Katastrophe für Bo Mya. Die DKBA-Rebellen konnten dank ihrer Kenntnisse der Verteidigungsanlagen und der Lage der Minenfelder die birmanische Armee in das schwerbefestigte Hauptquartier der KNU in Manerplaw führen. Seitdem gelang es der KNU nicht mehr, feste Gebiete zu halten. Aus seiner ehemals geordneten Armee war eine „Guerillabande“ geworden.
2004 reiste Bo Mya in die myanmarische Hauptstadt Rangun, um mit Khin Nyunt, dem damaligen Premierminister von Myanmar, über einen Waffenstillstand zu verhandeln. Es kam zu keinem schriftlichen Vertrag, jedoch gelangte man zu einem Gentlemen’s Agreement. Dieser mündliche Vertrag wurde von Regierungsseite nie ernsthaft eingehalten. Im Gegenteil, die myanmarische Armee nutzte den Waffenstillstand, um weit in Karen-Gebiet vorzudringen, Straßen anzulegen und vorgeschobene Posten zu errichten. Im Oktober 2006 erklärte die KNU den Waffenstillstand als nicht wirksam.
In den letzten Jahren war Bo Mya schwer krank und konnte sich nur noch im Rollstuhl bewegen. Er verbrachte seine letzten Jahre im Exil im thailändischen Mae Sot. In der Öffentlichkeit wurde er das letzte Mal 2006 am 57. „Karen Revolutionary Day“ in einer geheimen Basis in der Nähe der Ortschaft Mu Aye Puu am Saluen-Fluss gesehen. Dort wurde er auch unter Teilnahme von 10.000 Trauergästen begraben, unter ihnen auch Mitglieder der myanmarischen Militärregierung und thailändische Politiker.